# Buick Park Avenue (Ameryka Północna)
Buick Park Avenue – samochód osobowy klasy luksusowej produkowany pod amerykańską marką Buick w latach 1990 – 2005.

## Pierwsza generacja

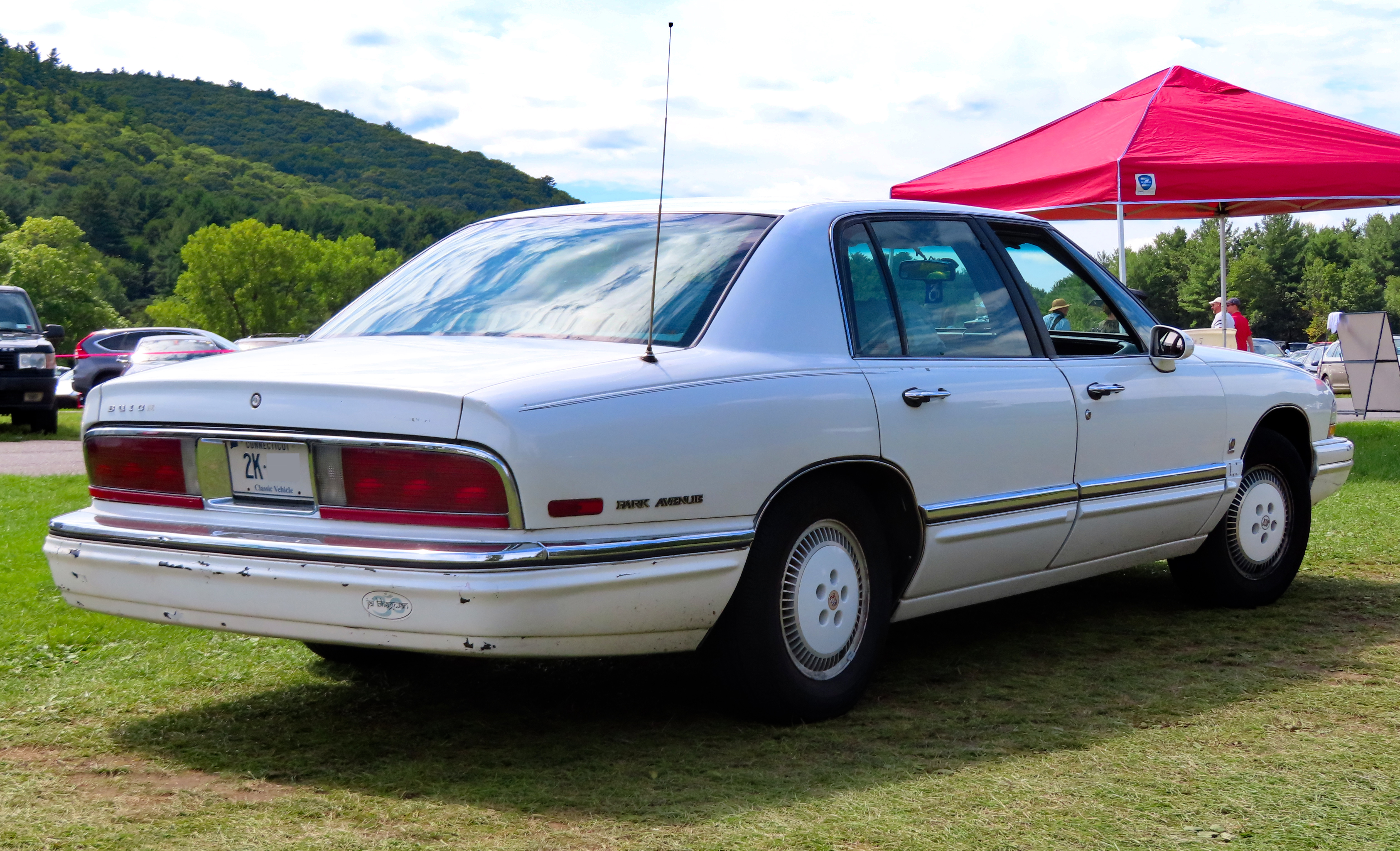
Buick Park Avenue I - tył

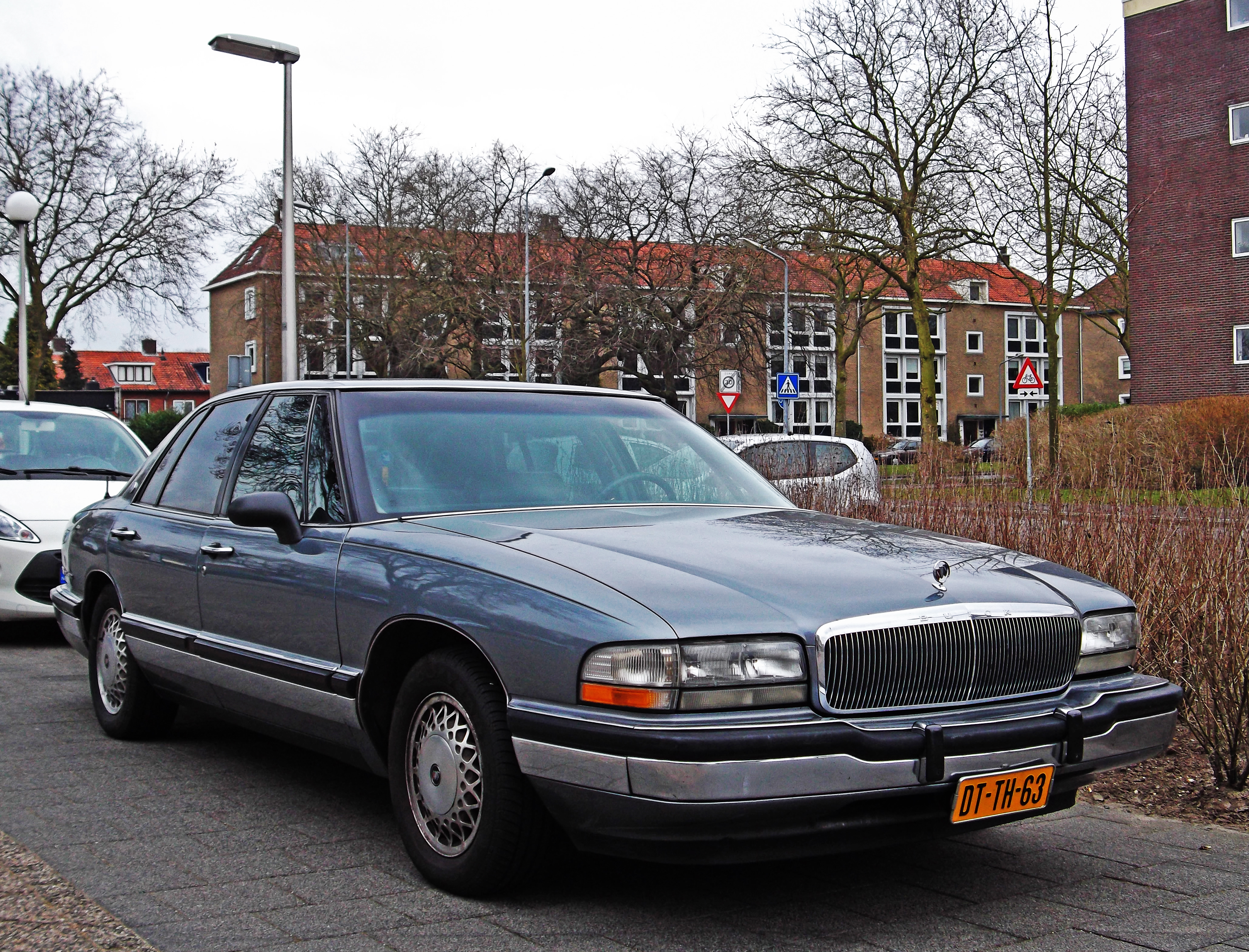
Buick Park Avenue I po liftingu

Buick Park Avenue I został zaprezentowany po raz pierwszy w 1990 roku.
W latach 80. Buick stosował nazwę Park Avenue dla topowej wersji wyposażenia luksusowego modelu Buicka Electry. Po zakończeniu jego produkcji w 1990 roku, producent podjął decyzję o nadaniu tej nazwę zupełnie nowemu następcy. Buick Park Avenue pierwszej generacji powstał na platformie C-body, na której oparto także pokrewne modele Cadillac DeVille i Seville. Ponadto, Park Avenue I był identyczny z siódmą generacją modelu LeSabre, pełniąc funkcję jego bardziej luksusowej odmiany.

### Lifting
W 1994 roku Buick Park Avenue I przeszedł modernizację, w ramach której przemodelowano zderzaki, zmieniono wypełnienie reflektorów i tylnych lamp, a także zastąpiono ulokowany po lewej stronie klapy bagażnika napis Buick biegnącym przez całą szerokość.

### Europa
Buick Park Avenue I był jednym z nielicznych modeli Buicka oferowany w Europie, po przystosowaniu do tutejszych wymogów co do np. szerokości tablicy rejestracyjnej. Samochód był dostępny m.in. we Francji i Niemczech w latach 1991−1996.

### Silniki
- V6 3.8l 170 KM
- V6 3.8l 205 KM
- V6 3.8l 225 KM
- V6 3.8l 240 KM

## Druga generacja

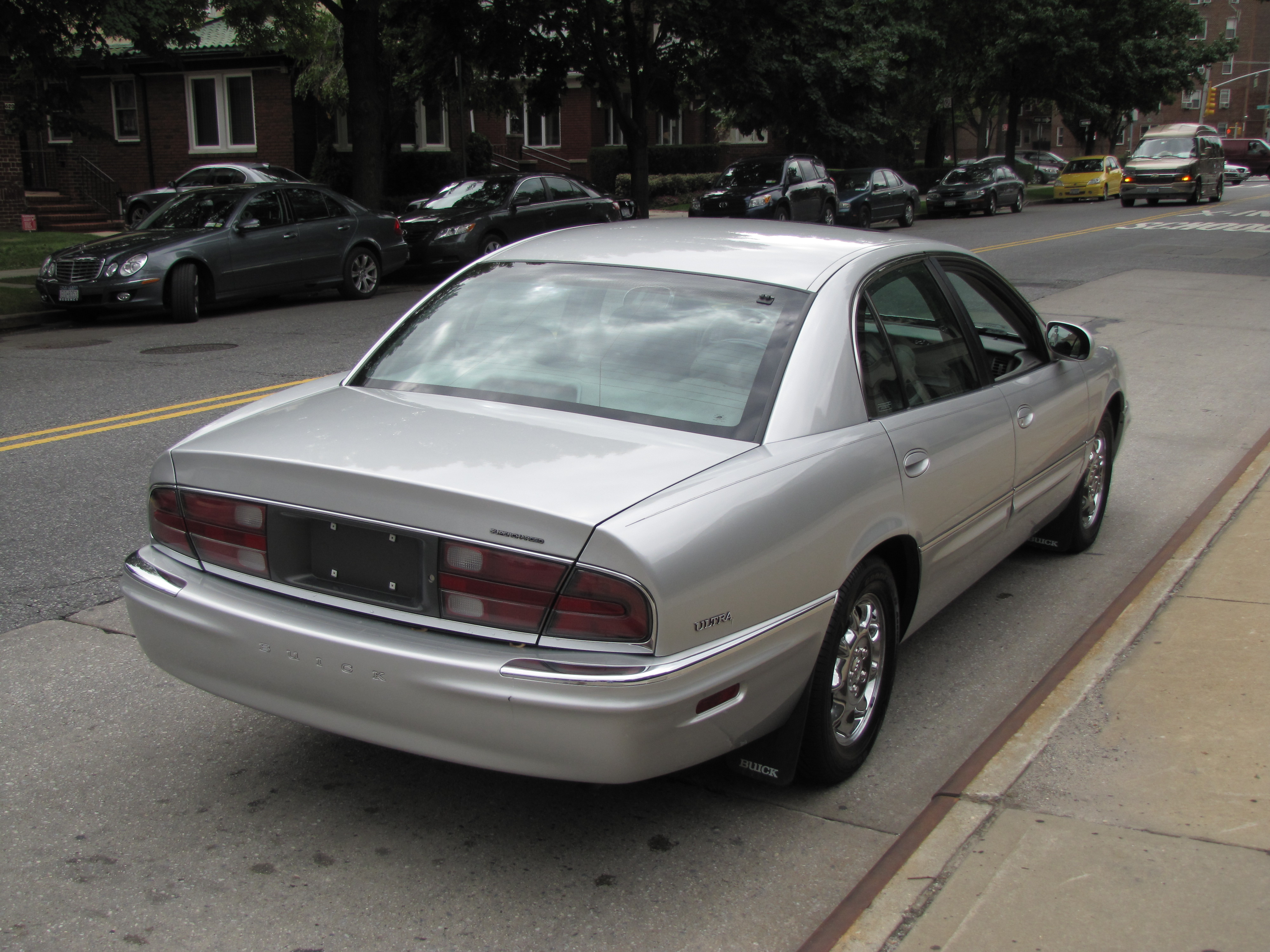
Buick Park Avenue II - tył

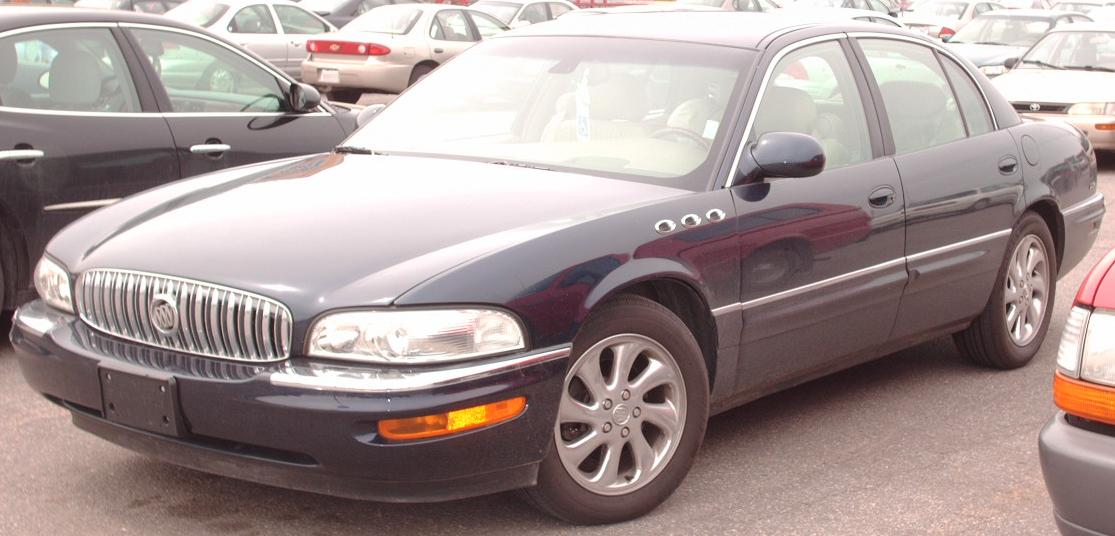
Buick Park Avenue II po liftingu

Buick Park Avenue II został zaprezentowany po raz pierwszy w 1996 roku.
Druga generacja Park Avenue zadebiutowała oficjalnie jesienią 1996 roku, powstając od podstaw na nowej platformie koncernu General Motors o nazwie G-body. Samochód stał się nieznacznie dłuższy, ale i zyskał wyraźnie większy rozstaw osi. Przełożyło się to na większą przestrzeń w tylnym rzędzie siedzeń. Podobnie jak w przypadku poprzednika, Park Avenue II był identyczną konstrukcją względem tańszego modelu LeSabre, pełniąc funkcję jego bardziej luksusowej odmiany. Tym razem jednak dla odróżnienia samochód zyskał inny pas przedni.

### Lifting
W 2002 rou Buick przeprowadził modernizację Park Avenue II, w ramach której samochód zyskał przestylizowany pas przedni. Pojawiła się nowa chromowana atrapa chłodnicy z dużym, centralnie umieszczonym logo producenta.

### Koniec produkcji i następca
Produkcja Park Avenue drugiej generacji jako sztandarowego modelu Buicka trwała do 2005 roku. Wówczas Buick zdecydował się zastąpić go zupełnie nowym modelem o nazwie Lucerne.

### Silniki
- V6 3.8l Series I
- V6 3.8l Series II